# Pont Tabiat
Le pont Tabiat (persan : پل طبیعت Pol-e Tabi'at, « pont Nature ») est un pont destiné aux piétons qui relie deux parcs publics (parc Taleghani, à l'est, et parc Ab-o-Atash, à l'ouest) à Téhéran (Iran), en passant par-dessus la voie express Modares (en). D'une longueur de 270 m, il est situé dans la partie nord de la ville. C'est devenu un lieu de promenade et de flânerie, sur trois niveaux, en plein air ou couverts.
Construit à partir de 2010 et inauguré en 2014, il est l'œuvre de Leila Araghian (en), architecte iranienne (cabinet Diba Tensile Architecture). Il a été récompensé par plusieurs prix, dont le prix Aga Khan 2016 pour l'architecture.

## Galerie

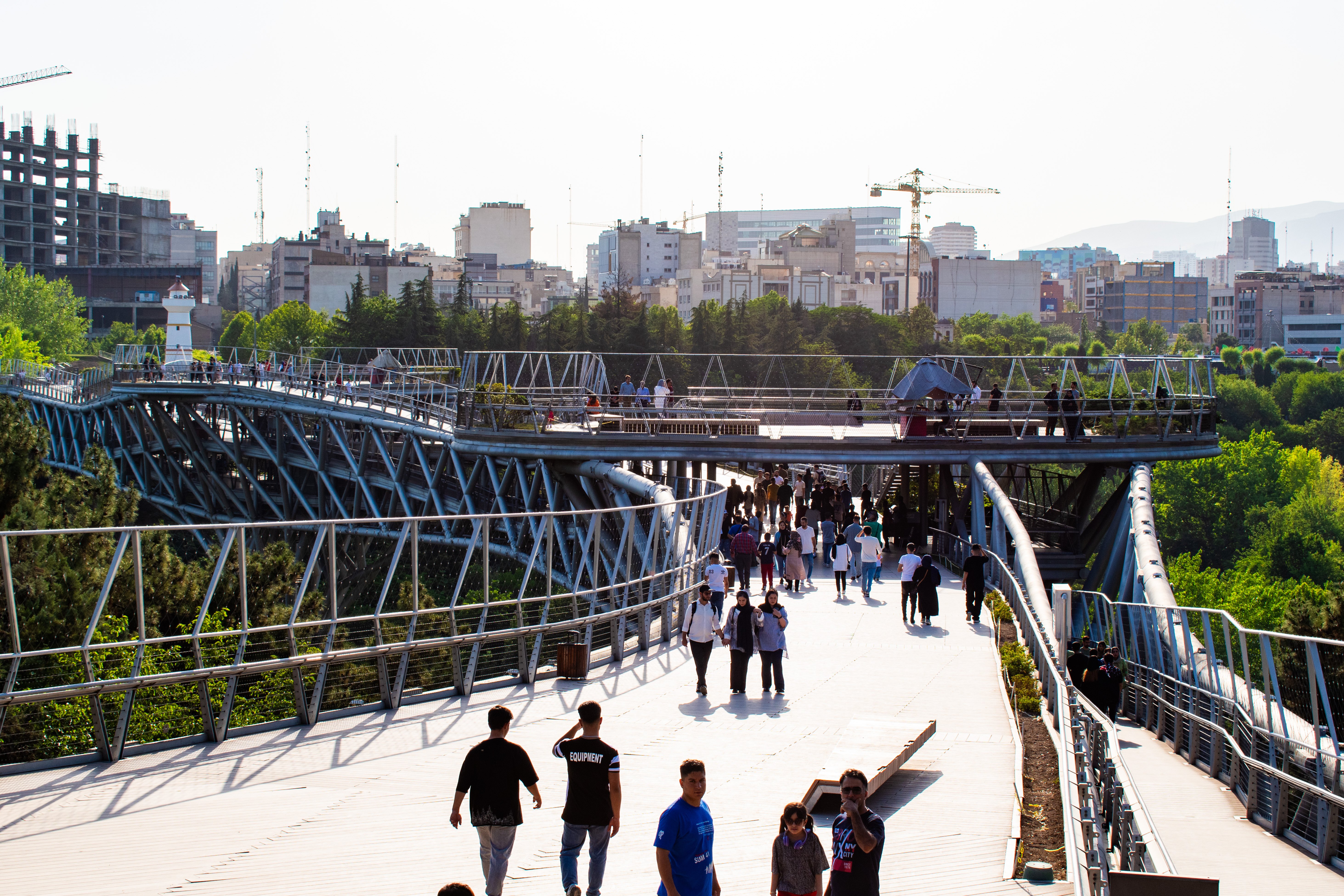
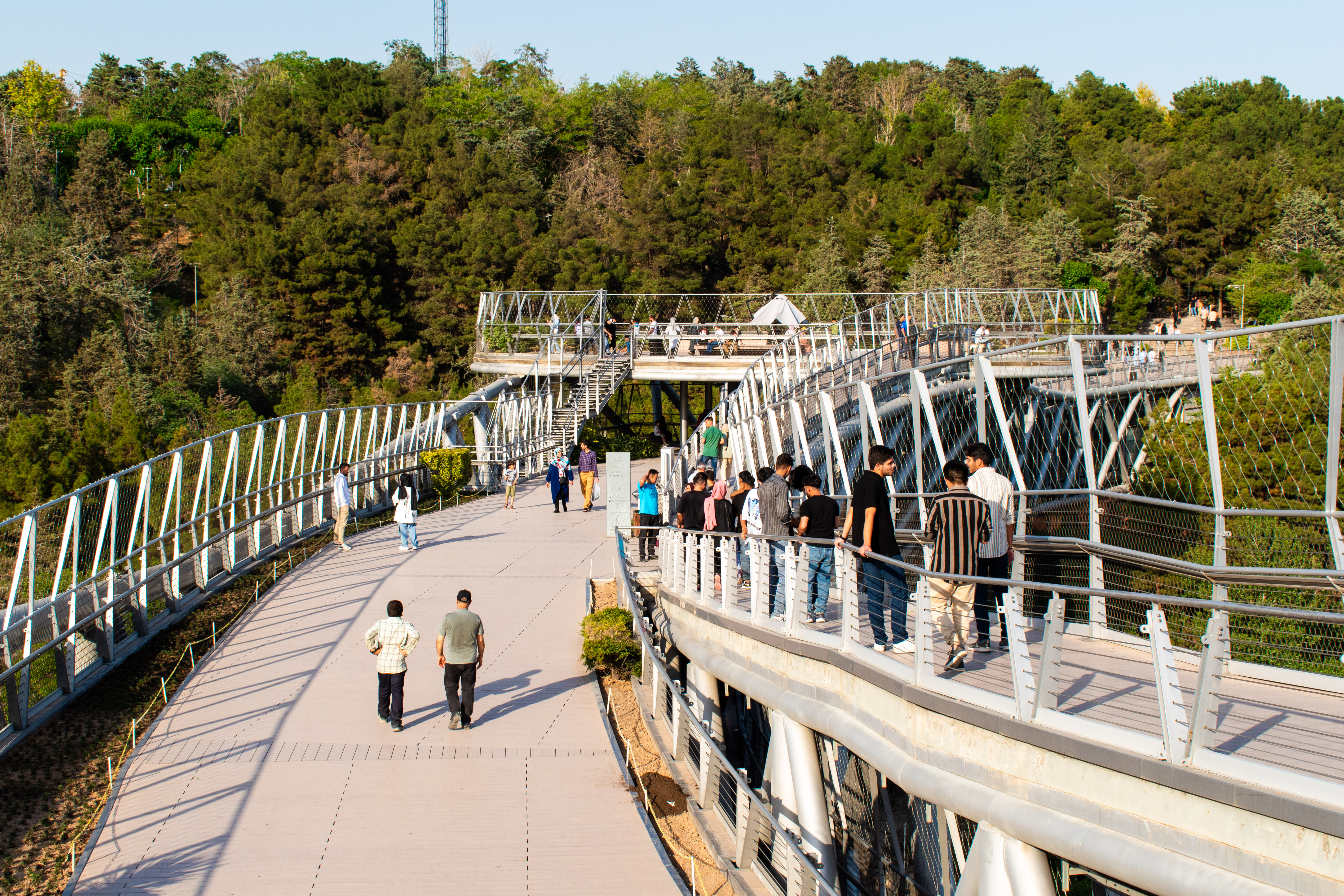